# Джефферсон (Луїзіана)
Джефферсон (англ. Jefferson) — переписна місцевість (CDP) в США, в окрузі Джефферсон штату Луїзіана. Населення — 10 633 особи (2020).

## Географія
Джефферсон розташований за координатами 29°57′39″ пн. ш. 90°9′21″ зх. д. / 29.96083° пн. ш. 90.15583° зх. д. (29.960753, -90.155857).  За даними Бюро перепису населення США в 2010 році переписна місцевість мала площу 8,49 км², з яких 7,01 км² — суходіл та 1,48 км² — водойми.

## Демографія
Згідно з переписом 2010 року, у переписній місцевості мешкали 11 193 особи в 5257 домогосподарствах у складі 2664 родин. Густота населення становила 1319 осіб/км².  Було 5890 помешкань (694/км²).
Расовий склад населення:
| - 67,8 % — білих - 25,4 % — чорних або афроамериканців - 1,4 % — азіатів - 0,4 % — корінних американців - 0,1 % — вихідців з тихоокеанських островів - 3,2 % — осіб інших рас |

До двох чи більше рас належало 1,8 %. Частка іспаномовних становила 9,6 % від усіх жителів.
За віковим діапазоном населення розподілялося таким чином: 17,2 % — особи молодші 18 років, 66,5 % — особи у віці 18—64 років, 16,3 % — особи у віці 65 років та старші. Медіана віку мешканця становила 43,7 року. На 100 осіб жіночої статі у переписній місцевості припадало 94,4 чоловіків;  на 100 жінок у віці від 18 років та старших — 92,6 чоловіків також старших 18 років.
Середній дохід на одне домашнє господарство  становив 54 783 долари США (медіана — 40 468), а середній дохід на одну сім'ю — 63 477 доларів (медіана — 47 452). Медіана доходів становила 41 008 доларів для чоловіків та 32 434 долари для жінок. За межею бідності перебувало 17,7 % осіб, у тому числі 21,5 % дітей у віці до 18 років та 16,1 % осіб у віці 65 років та старших.
Цивільне працевлаштоване населення становило 5869 осіб. Основні галузі зайнятості: освіта, охорона здоров'я та соціальна допомога — 23,0 %, науковці, спеціалісти, менеджери — 13,3 %, мистецтво, розваги та відпочинок — 12,2 %.